# Горные леса и луга Южного рифта
Горные леса и луга Южного рифта — экологический регион, находящийся возле озера Ньяса в Замбии, Малави, Мозамбике и Танзании. Статус сохранности экорегиона оценивается как критический.
Высота и климат являются главными факторами, отделяющими этот экорегион от окружающих экорегионов. Тогда как этот экорегион получает осадки благодаря конвекции у озера Ньяса, экорегион лесов Восточного рифта получает их с Индийского океана.
В геологическом отношении горные районы Южного рифта состоят из докембрийских гранитов, сланцев и гнейсов, образовавшихся 3250 миллионов лет назад. Ранее поднятие и эрозия этих первоначальных образований вызвали добавление осадочных пород.

## Рельеф
Экорегион состоит из нескольких прерывистых горных цепей и плато. Самая западная часть экорегиона находится на плато Уфипа между озёрами Танганьика и Руква. Обширные северо-центральные и северо-восточные участки экорегиона, вместе именуемые Южным нагорьем, состоят из нескольких различных хребтов, включая хребты Мбея, Ливингстона, Умалила, Порото и плато Китуло. Самая северная точка экорегиона в Малави находится на холмах Мисуку, самая южная точка экорегиона, находящаяся в Малави и в Мозамбике, находится на плато Кирк. Между последними двумя точками находятся плато Ньика, хребет Вифья и ряд других хребтов поменьше.

## Климат
Общая климатическая картина определяется озером Ньяса, из которого ветры переносят влагу. Среднее годовое количество осадков может составлять от 823 мм на плато Уфипа на северо-западе до 2850 мм в горах Ливингстона и Порота в верховьях озера Ньяса. Среднее количество осадков для всего экорегиона составляет 1500 мм. Осадки в основном выпадают в сезон дождей с ноября по апрель, хотя небольшие дожди и туманы могут встречаться на больших высотах в период сухих месяцев с мая по август. Среднегодовые температуры варьируются от 13 °C до 19 °C, со средним максимумом 22 °C и средним минимумом 9,8 °C. На самых больших высотах были зарегистрированы температуры до −5 °C, часто бывают заморозки.

## Флора и фауна
По всему экорегиону можно найти примеры эндемичных растений и животных. Однако по видовому богатству и эндемичности животных этот экорегион беднее, чем экорегион лесов Восточного рифта и экорегион горных лесов рифта Альбертин. Например, только экорегион лесов Восточного рифта содержит 67 эндемичных видов, в то время как все вечнозелёные леса Малави содержат только 10 эндемичных видов.

### Флора
Экорегион состоит из нескольких растительных сообществ, доминирующими из которых являются пастбища. Их преобладания объясняются частыми и масштабными пожарами. Преобладают деревья из родов Brachystegia, Isoberlinia и Julbernardia, преобладающими травами являются Exotheca abyssinica, Loudetia simplex, Monocymbium ceresiiforme и Themeda triandra. Иногда встречаются огнеупорные кустарники, обычно из рода протея.
Среди других типов растительности менее 5 % экорегиона составляет африканский горный лес. Эти леса могут значительно различаться по структуре и составу в зависимости от доступности влаги и высоты. В наиболее благоприятных условиях образуются тропические леса, в то время как участки леса, обнаруженные на больших высотах и в более плохих условиях, менее развиты по структуре и составу. Здесь доминирующими видами деревьев и кустарников являются Подокарп широколистный, Apodytes dimidiata, Bersama abyssinica, Chrysophyllum gorungosanum, Cylicomorpha parvifolia, Ficalhoa laurifolia, Polyscias fulva, Rapanea melanophloeos и Syzygium guineense. Нааиболее частыми составляющими травяного яруса являются виды семейства акантовые и родов бегония, недотрога, пеперомия, стрептокарпус и шпороцветник. Часто участки леса окружает бахрома из более мелких деревьев и кустарников.
Низовья горных районов Южного Рифта, откосы и пересечённая холмистая местность, часто заняты растительностью, связанной с экорегионами миомбо. Большая часть земли на высоте от 1200 м до 1800 м над уровнем моря покрыта лесными массивами, в которых преобладают Brachystegia, Julbernardia, и Isoberlinia.

### Фауна
Плато Ньика, несомненно, является одним из самых значительных районов экорегиона, помимо всего прочего, здесь обитают важные популяции лошадиной антилопы, бурчелловы зебры и канны. К основным хищникам относятся леопард, гепард, сервал и пятнистая гиена. Львы, слоны и буйволы населяют нижние лесные массивы одноимённого национального парка. Никаких крупномасштабных миграций не экорегионе не происходит, за исключением сезонных миграций зебр.
В экорегионе обитает ряд видов с ограниченным ареалом, в том числе 5 млекопитающих, 18 птиц, 6 амфибий и 20 рептилий. Пять почти эндемичных млекопитающих включают галаго Гранта, неясную белозубку, большую мешотчатую крысу, грызуны Paraxerus lucifer и Paraxerus vexillarius.
Среди 18 птиц, считающихся эндемичными или почти эндемичными, только одна птица, Apalis lynesi, полностью ограничена этим экорегионом. Почти эндемичные виды птиц включают Алету Лоу, ньямбскую цистиколу, чёрного певчего сорокопута, Apalis chapini, Cisticola nigriloris, Euplectes psammocromius, Lanius marwitzi и Orthotomus moreaui.
Среди герпетофауны есть ряд строгих эндемиков: Cordylus nyikae, Lycodonomorphus whytii, Phrynobatrachus stewartae, Rhampholeon nchisiensis и ряд других.
Среди беспозвоночных эндемиками являются стрекоза Teinobasis malawiensis и четыре бабочки.
В экорегионе встречается ряд видов, вызывающих подозрения. Серёжчатый журавль встречается в национальном парке Ньика и на плато Уфипа. Также в парке Ньика встречаются нубийская африканская дрофа, самая большая в мире гнездящаяся популяция голубых ласточек, насчитывающая 5000 пар и одна из двух важных популяций гепарда в Малави. Танзанийский дукер и Алета Лоу встречаются в южных высокогорьях Танзании. Под угрозой также находятся 7 видов амфибий.

## Состояние экорегиона
Вмешательство человека привело к фрагментации и разрушению среды обитания. Культивация широко распространена во всём экорегионе и местами увеличивается. Анализ спутниковых изображений показал, что за 20 лет до 1989 года по крайней мере 24 % плато Китуло были преобразованы в результате возделывания земель. В дополнение к разрушениям, вызванным частыми лесными пожарами, обычно антропогенного происхождения, леса ещё больше сократились из-за производства древесного угля и заготовки топливной древесины. В Малави это обезлесение особенно заметно, поскольку всё, что осталось от горных лесов, это небольшие рощи, используемые местным населением в качестве кладбищ. Ещё одной проблемой является чрезмерный выпас скота.
За исключением плато Ньика, экорегион плохо охраняется, ему всё больше угрожает чрезмерная эксплуатация лесных и пастбищных ресурсов, деятельность, которая уже изменила большие площади этого экорегиона. Если не считать национальный парк Ньика, который частично находится в Замбии, то часть экорегиона в Замбии вообще не охраняется, так же не известны и меры Мозамбика по сохранению окружающей среды. В районе Рунгве области Мбея в Танзании оставшаяся естественная растительность в основном ограничивается 28 провозглашёнными правительством лесными заповедниками площадью 1350 км², однако они имеют низкий уровень управления и на их территории фиксируются нарушения, такие как незаконная вырубка древесины, выпас, охота и пожары.

## Провинции, полностью или частично расположенные в экорегионе
- Замбия: Мучинга;
- Малави: Дедза, Каронга, Касунгу, Мзимба, Нката-Бей, Нчеу, Нчиси, Румпи, Фаломбе, Читипа;
- Мозамбик: Тете;
- Танзания: Иринга, Мбея, Рувума, Руква, Сингида.